# Mała Hagia Sophia

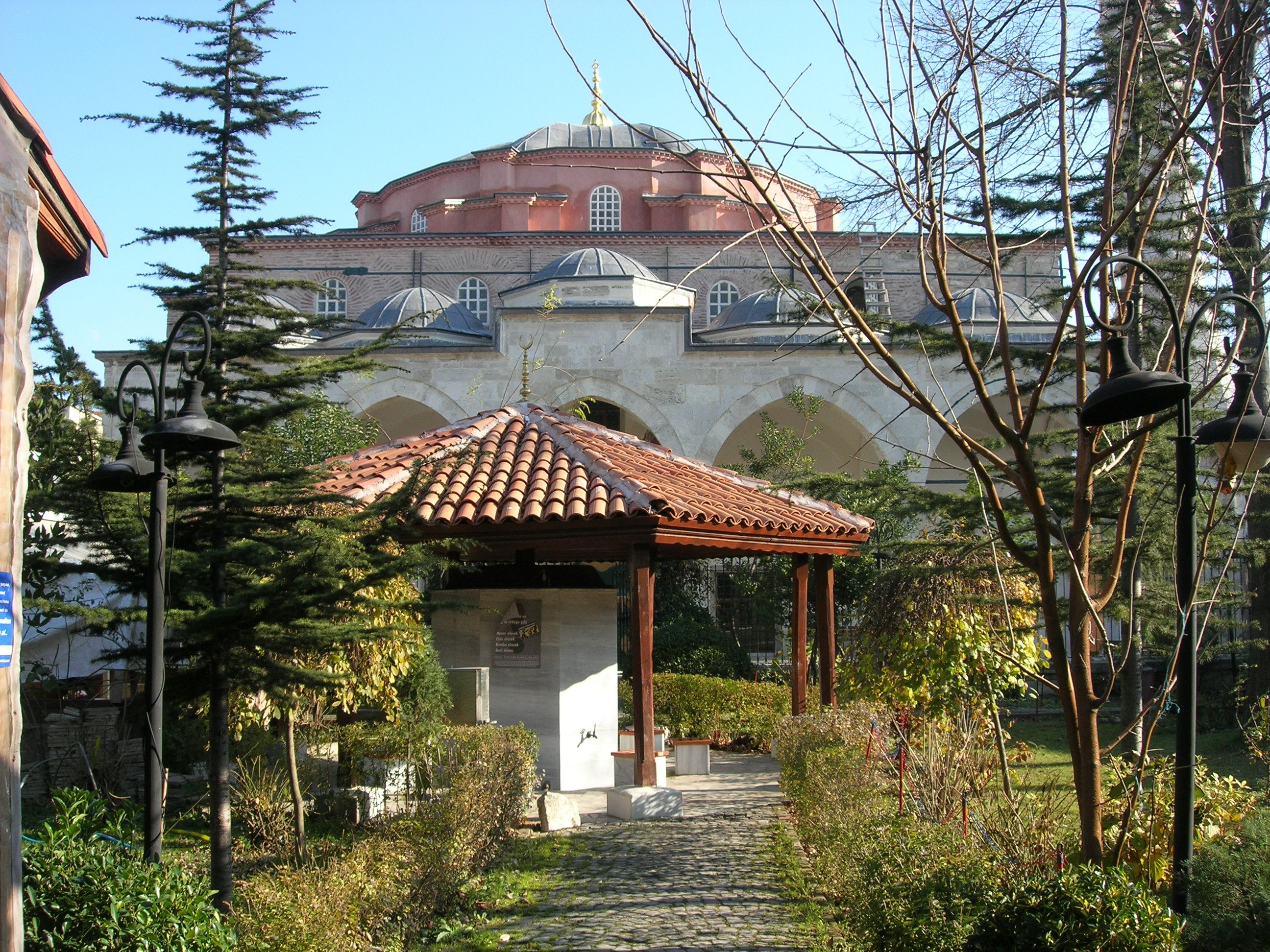
Kościół św. Sergiusza i Bakchusa – widok od strony zachodniej

Mała Hagia Sophia, dawniej: Mała Hagia Sofia, Kościół Świętych Sergiusza i Bakchusa  (tr. Küçük Ayasofya Camii, starogr.: Eκκλησία τῶν Άγίων Σεργίου καί Βάκχου ὲν τοῖς Ὸρμίσδου) – kościół wybudowany w Konstantynopolu za panowania cesarza Justyniana I. W pierwszej połowie XVI wieku zamieniony w meczet, jego turecka nazwa dosłownie znaczy "mała Hagia Sofia".
Ten bizantyjski budynek, wybudowany na planie centralnym, wzniesiono w VI wieku. Według niektórych był to model dla, wzniesionego nieco później, kościoła Mądrości Bożej – głównej świątyni Cesarstwa Bizantyjskiego. Jest to jeden z najważniejszych wczesnobizantyjskich budynków w dzisiejszym Stambule.

## Lokalizacja
Kościół wybudowano w samym sercu dawnego Konstantynopola, niedaleko Propontydy. Położony był on tuż przy pałacu cesarskim, odrobinę na południe od hipodromu. Obecnie dzielnica ta nosi nazwę Eminönü.

## Historia

### Legenda

Plan budynku

Według późniejszej legendy, za panowania cesarza Justyna I, jego siostrzeniec Justynian został oskarżony o spiskowanie przeciwko cesarzowi, a następnie skazany na śmierć. Jednakże we śnie ukazali się cesarzowi dwaj święci: św. Sergiusz i św. Bakchus, zapewniając go o niewinności Justyniana. W rezultacie przyszły cesarz został uwolniony i przywrócony do godności cezara. Z wdzięczności Justynian ślubował, że gdy zostanie cesarzem poświęci tym dwóm świętym kościół.

### Budowa

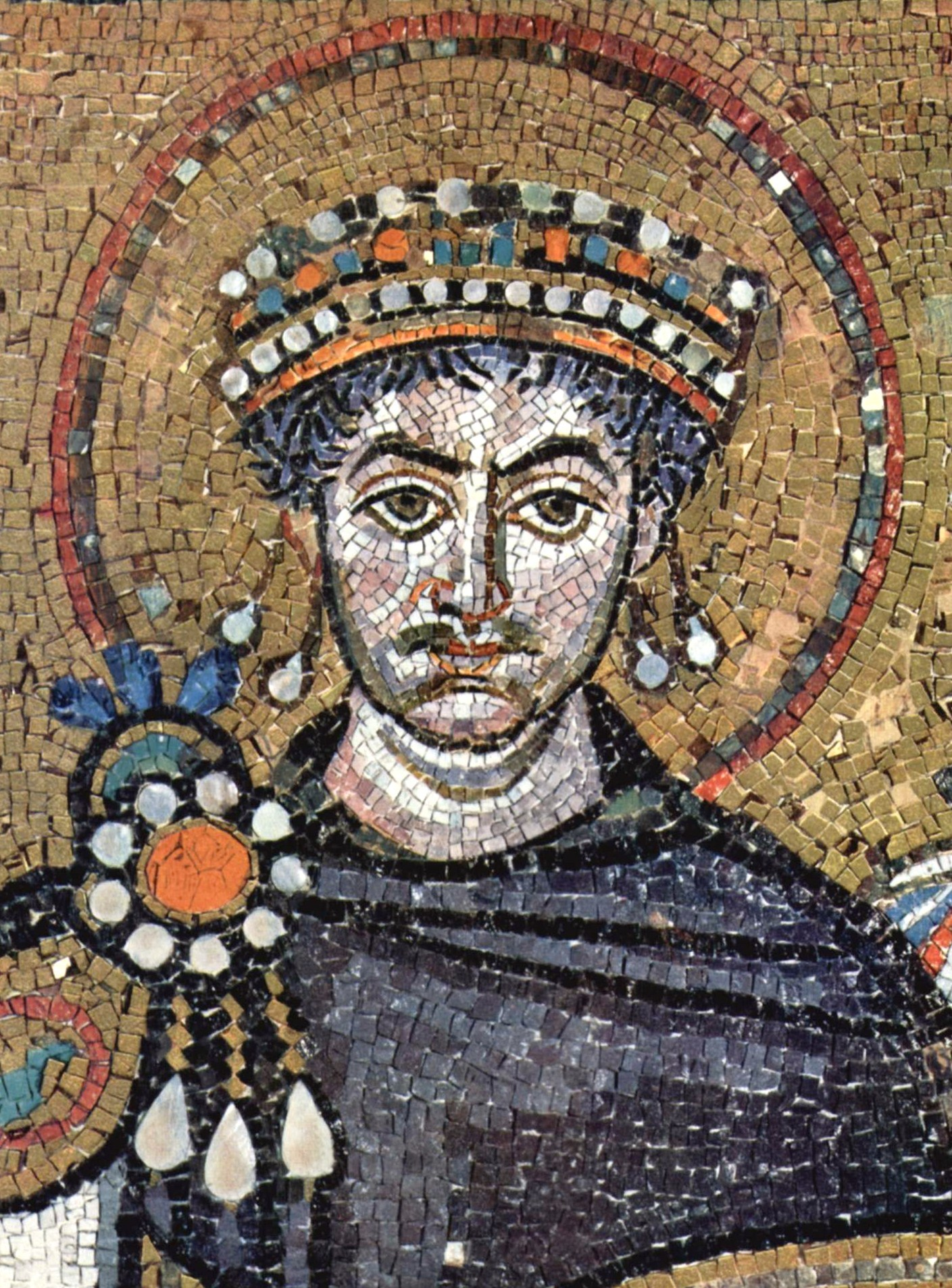
Justynian I Wielki – fundator kościoła. Mozaika z kościoła San Vitale w Rawennie.

Budowa kościoła rozpoczęła się w roku 527 i trwała do roku 536. Decyzja o jego powstaniu była jedną z pierwszych jakie podjął Justynian I. Świątynia ta powstała niewiele wcześniej od słynnego kościoła Mądrości Bożej, który wzniesiono między rokiem 532, a 537. Była ona położona na granicy pierwszej i trzeciej dzielnicy (łac. regio) Konstantynopola. Kościół wybudowano pomiędzy tzw. pałacem Hormizdasa (mieszkał tam Justynian zanim wstąpił na tron), a kościołem świętych: Piotra i Pawła. W owym czasie oba kościoły dzieliły wspólny narteks, atrium i propyleje. Nowy kościół stał się centrum tego kompleksu, którego część dotrwała do naszych czasów, leżąc na południe od północnej ściany jednego z pozostałych dwóch gmachów. Kościół ten był jednym z najważniejszych budynków sakralnych Konstantynopola. Niedługo po jego ukończeniu w jego okolicy powstał klasztor pod tym samym wezwaniem.
Ze względu na duże zewnętrzne podobieństwo do Kościoła Mądrości Bożej, uważa się, iż budynek ten został zaprojektowany przez tych samych architektów: Izydora z Miletu i Antemiusza z Tralles, a jego konstrukcja była swoistą "próbą generalną" przed budową "Wielkiego Kościoła". Jednakże pod względem architektonicznym kościół Sergiusza i Bakchusa bardzo się od niego różni. Z tego też względu opinia jakoby był on miniaturą Kościoła Mądrości Bożej poddana została szerokiej krytyce.

### Dalsze dzieje

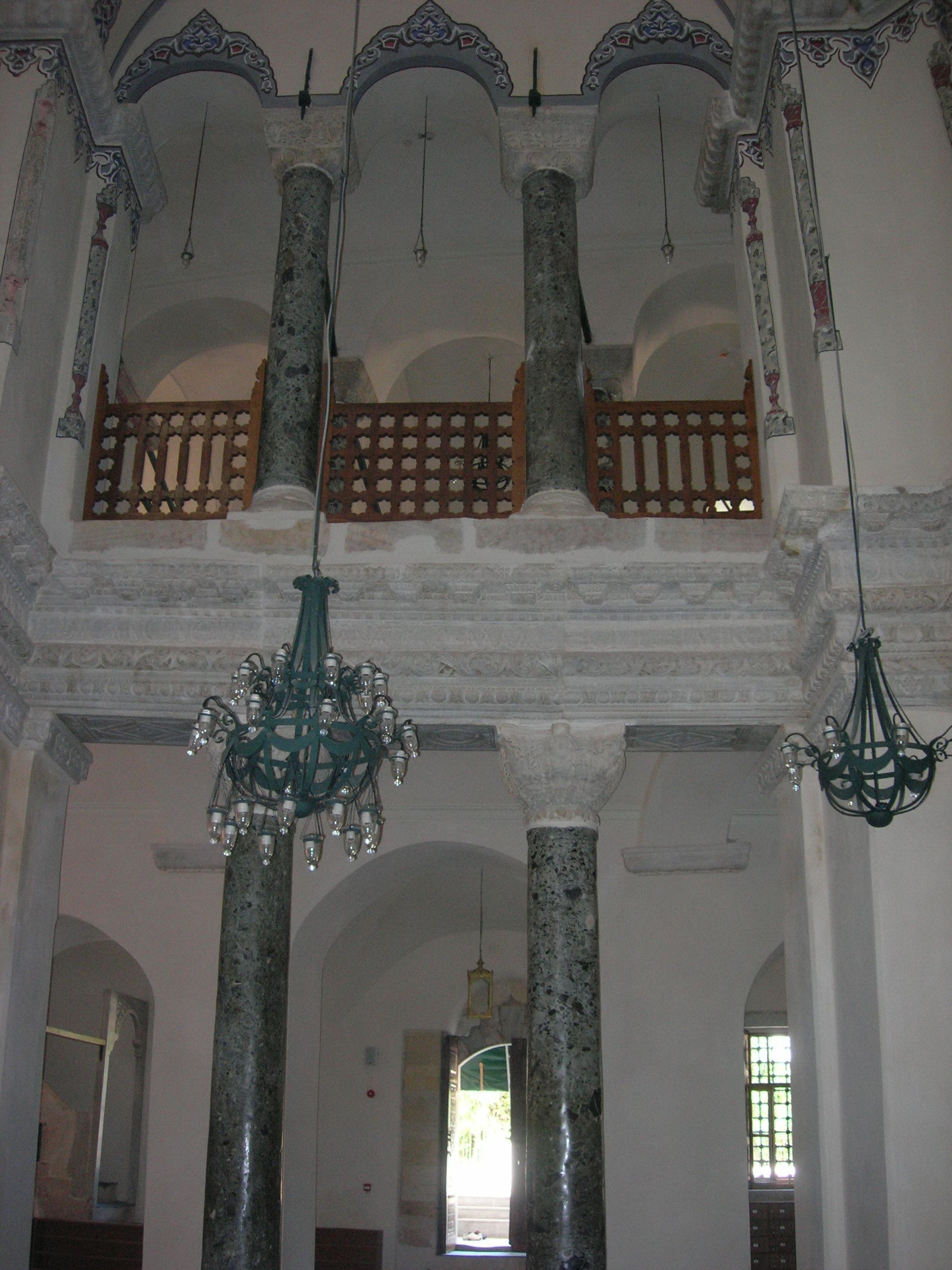
Wnętrze kościoła

W latach 536–537 pobliski pałac Hormizdasa przekształcił się w monofizycki klasztor. Uciekając przed prześladowaniami wyznawcy tej sekty, pochodzący ze wschodnich prowincji cesarstwa, znajdowali tu schronienie, które zapewniała im cesarzowa Teodora.
Aż do 1453 roku kościół ten był nieprzerwanie elementem klasztoru. W roku 551 Papież Wigiliusz, który kilka lat wcześniej został wezwany do Konstantynopola przez Justyniana, znalazł w kościele azyl przed cesarskimi żołnierzami, którzy chcieli go schwytać. Zdarzenie to wywołało później w mieście zamieszki. W okresie Ikonoklazmu klasztor Sergiusza i Bakchusa stał się jednym z centrów tego ruchu w Konstantynopolu. Między innymi propagator tego ruchu Jan Grammatikos, późniejszy Ekumeniczny Patriarcha Jan VII Gramatyk, był tutaj od ok. 815-837 igumenem i w tym czasie przesłuchiwał i reedukował w kościele przeciwników tej doktryny (m.in Platona z Sakudion, Teodora Studytę, Teofana Wyznawcę, etc). W kościele znajdowały się relikwie jego patronów – głowy świętych Sergiusza i Bakchusa. Świątynia została odnowiona za panowania cesarza Bazylego I ok. roku 867.
Po Upadku Konstantynopola w roku 1453, kościół pozostawał w pierwotnym użyciu aż do panowania Bejzyda II. Wtedy to właśnie (pomiędzy rokiem 1506 a 1513) został on zamieniony w meczet przez Hüseyin Ağa, zwierzchnika Czarnych Eunuchów, którzy byli odźwiernym Bramy Błogości (osm. Bab-ı-Saadet) w pałacu Topkapı. Dodano wtedy do istniejącej konstrukcji portyk oraz medresę.
W roku 1740 wielki wezyr Hacı Ahmet Pasza odnowił świątynię i dobudował do niej Abdest. Zniszczenia spowodowane przez trzęsienia ziemi z lat 1648 i 1763 zostały usunięte w 1831, za panowania sułtana Mahmuda II. W 1762 dobudowano minaret. Został on zniszczony w 1940. Odbudowano go ponownie w 1956.
W ostatnich latach dokonano gruntownego remontu świątyni. Zakończył się on we wrześniu 2006.

## Architektura

### Zewnętrze

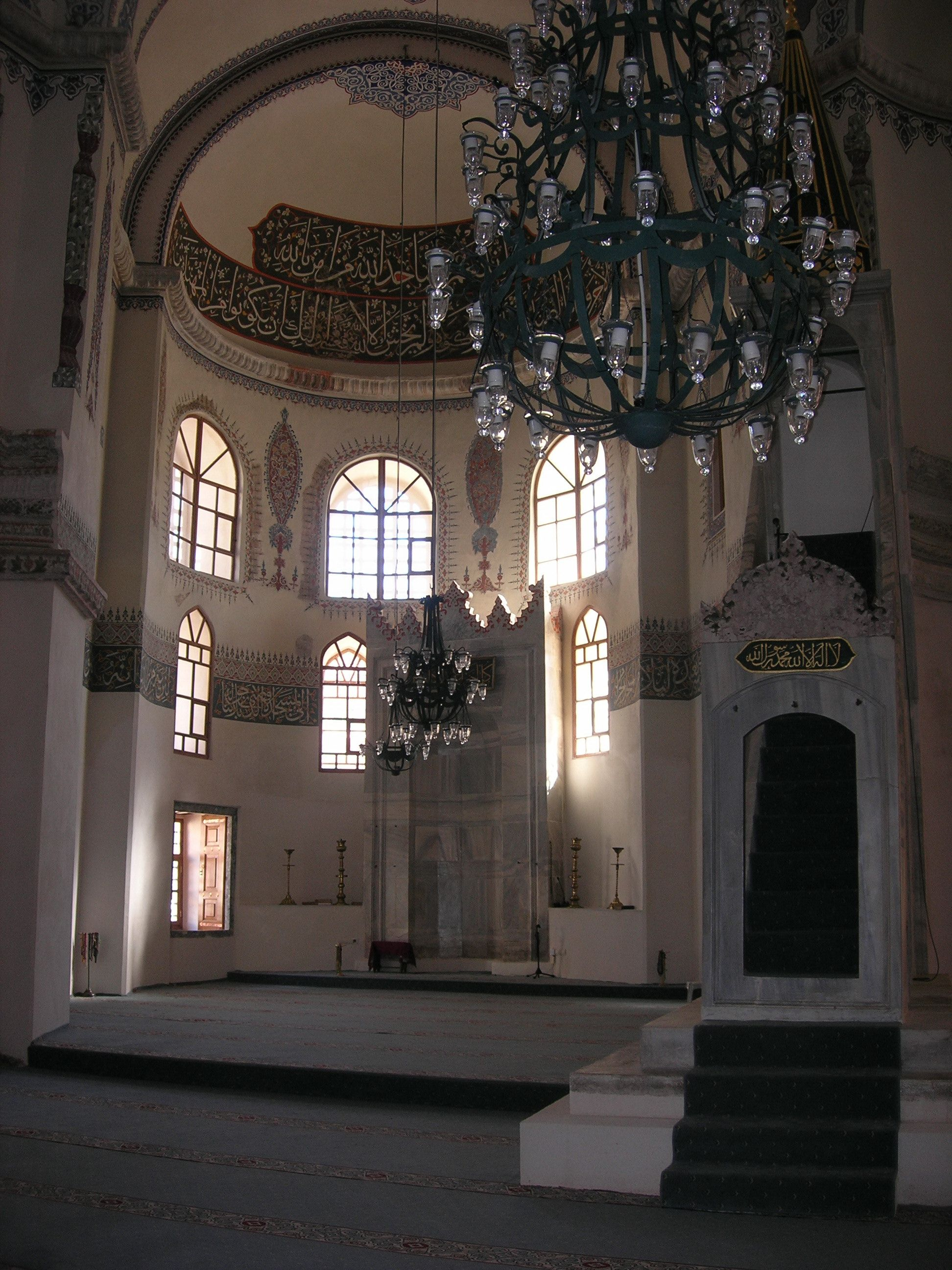
Apsyda kościoła. Widoczny również dodany później minbar

Zewnętrzne mury świątyni wykonano według typowej dla tego okresu techniki, wykorzystującej cegły zanurzone w grubej warstwie zaprawy. Ściany wzmocnione są łańcuchami, wykonanymi z małych kamiennych bloków.
Budynek, którego centralny plan był świadomie odwzorowany w bazylice San Vitale w Rawennie, ma kształt ośmioboku wpisanego w nieregularny czworokąt. Jest on zwieńczony kopułą stojącą na ośmiu wielokątnych kolumnach.
Narteks położony jest po zachodniej stronie, naprzeciw Antechoiru. Wiele rozwiązań z tego kościoła zastosowano później w Kościele Mądrości Bożej.
Z przodu świątyni znajduje się portyk, który zastąpił znajdujące się tu wcześniej atrium.

### Wnętrze
Wewnątrz kościoła znajduje się dwukondygnacyjna perystaza, która biegnie po północnej, zachodniej i południowej stronie świątyni. Pokryta jest ona inskrypcją dedykowaną cesarzowi Justynianowi I, jego żonie Teodorze, oraz Świętemu Sergiuszowi, patronowi rzymskiej armii. Z nieznanych przyczyn inskrypcja nie wymienia Świętego Bakchusa. Niższa kondygnacja składa się z 16 kolumn, natomiast wyższa ma ich 18. Na wielu z kapiteli tych kolumn wciąż są wyryte monogramy Justyniana i Teodory.
Niestety nic nie dochowało się z oryginalnego wyposażenia kościoła. Według źródeł był on wewnątrz pokryty mozaikami oraz różnokolorowym marmurem. Po zamianie na meczet okna i wejście zostało zmodyfikowane, podniesiono poziom podłogi, a ściany pokryto tynkiem.

### Otoczenie
Niedaleko budynku znajduje się mały cmentarz, na którym spoczywa między innymi Hüseyin Ağa, odpowiedzialny za przekształcenie kościoła w meczet.